# IC 1197
IC 1197 ist eine Spiralgalaxie vom Hubble-Typ Sc im Sternbild Serpens am Himmelsäquator. Sie ist schätzungsweise 64 Millionen Lichtjahre von der Milchstraße entfernt.
Das Objekt wurde am 14. Juli 1890 von Rudolf Spitaler entdeckt.